# Los tres mosqueteros (película de 1953)
Los tres mosqueteros (en francés: Les Trois Mousquetaires) es una película de 1953 basada en la película francesa de 1844 Los tres mosqueteros. Esta adaptación es una de las cinco películas que el director André Hunebelle y el guionista Michel Audiard realizaron juntos. Georges Marchal interpreta a D'Artagnan.

## Sinopsis
El joven D’Artagnan deja a sus padres y viaja de su natal Gascuña a la capital de Francia porque quiere demostrar que es un excelente esgrimista y para convertirse en mosquetero. Su padre le dice que no debe evitar ningún duelo. De camino a París, D’Artagnan siente su honor mancillado al escuchar cómo un siniestro noble se burla de su caballo; no puede evitar exigir una satisfacción inmediata. Desafortunadamente, de todos los hombres que encuentra, ha desafiado al conde de Rochefort, un personaje astuto a quien el cardenal Richelieu confía con frecuencia operaciones encubiertas. Los secuaces de Rochefort se encargan de D’Artagnan y le roban. El enfurecido D’Artagnan está decidido a vengarse y eventualmente tendrá la oportunidad de hacerlo, ya que la reina le ha dado un regalo a su admirador secreto, el duque de Buckingham, y D’Artagnan debe recuperarlo, aunque haya vuelto en Inglaterra. Si le falla, el cardenal Richelieu revelará la infidelidad de la reina Ana al rey Luis XIII para forzarlo a declarar la guerra contra Inglaterra. El Cardenal y el conde de Rochefort harán todo lo que esté a su alcance para frenar la misión de D’Artagnan. Pero, con la ayuda de sus tres nuevos amigos, D’Artagnan sale victorioso.

## Reparto
| Actor              | Personaje           |
| ------------------ | ------------------- |
| Georges Marchal    | D’Artagnan          |
| Bourvil            | Planchet            |
| Jean Martinelli    | Athos               |
| Gino Cervi         | Porthos             |
| Jacques François   | Aramis              |
| Danielle Godet     | Constance Bonacieux |
| Marie Sabouret     | reina Ana           |
| Louis Arbessier    | rey Luis XIII       |
| Renaud Mary        | cardenal Richelieu  |
| Yvonne sansón      | Milady de Winter    |
| Jean-Marc Tennberg | conde de Rochefort  |
| Steve barclay      | duque de Buckingham |
| Françoise Prévost  | Ketty               |
| Félix Oudart       | M. de Tréville      |
| claude delfín      | narrador            |

## Producción
La película se rodó en los estudios de Saint-Maurice, en las inmediaciones del castillo de Fontainebleau y en el bosque de Fontainebleau . En 1966, André Hunebelle volvió a Fontainebleau para su película Fantômas contre Scotland Yard.

## Recepción
Fue la sexta película más exitosa en la taquilla francesa en 1953, después de The Greatest Show on Earth, El regreso de Don Camilo, Peter Pan, El salario del miedo y Quo Vadis.
Debido al éxito de la película, André Hunebelle dirigió otras tres películas de espadachines (Le Bossu, Captain Blood y Le Miracle des loups), consolidando a Jean Marais como un referente del género.